# Heiratsschwindler
Als Heiratsschwindler wird ein Betrüger bezeichnet, der seinem Opfer eine gemeinsame Zukunft in einer Ehe in Aussicht stellt, um materielle Vorteile zu erlangen. Dem Opfer wird im Verlauf der Vorgehensweise plangerecht vorgespielt, man sei in einer vermeintlich finanziellen Notlage, um Investitionen, Geschenke oder Gelddarlehen herauszulocken.
Nach deutschem Recht nach § 263 StGB (Betrug) drohen dem Täter bis zu 10 Jahre Freiheitsstrafe. Der Begriff Heiratsschwindler ist kein Rechtsbegriff. Dennoch verwendeten Gerichte diesen Begriff für solche Betrüger. Allerdings spielt heute, nicht zuletzt durch den gesellschaftlichen Wandel, tatsächlich nicht mehr unbedingt das Versprechen einer tatsächlichen Eheschließung eine Rolle, sondern es geht oftmals allgemein um die vorgetäuschte Aussicht auf eine Liebesbeziehung. 
Den Opfern der Heiratsschwindler entstehen neben den materiellen Schäden möglicherweise schwere irreversible seelische Schäden. Die Heiratsschwindler spekulieren darauf, dass ihre Opfer die Taten (aus Scham) nicht anzeigen, sodass die Strafverfolgungen dieser Betrüger wesentlich behindert werden.
Abzugrenzen ist der Heiratsschwindler von dem Romeo-Agenten, der eine Leibesbeziehung (und keine Liebesbeziehung) eingeht, um geheime Informationen zu erlangen.
Ein neuartiger Heiratsschwindler, der sich üblicherweise nicht mit seinen Opfern trifft, sondern nur über das Internet mit ihnen kommuniziert, ist der Romance Scammer (Romanzenschwindler).